# Reino Kangasmäki
Reino Kalervo Kangasmäki (ur. 2 lipca 1916; zm. 26 września 2010) – fiński zapaśnik walczący w stylu klasycznym. Brązowy medalista olimpijski z Londynu 1948 w kategorii do 52 kg.
Wicemistrz Finlandii w 1947 i trzeci w 1943 roku.

## Letnie Igrzyska Olimpijskie 1948
| Konkurencja          | Rundy eliminacyjne | Rundy eliminacyjne   | Rundy eliminacyjne   | Rundy eliminacyjne      | Rundy eliminacyjne     | Klas. końcowa |
| Konkurencja          | Przeciwnik I       | Przeciwnik II        | Przeciwnik III       | Przeciwnik IV           | Przeciwnik V           | Miejsce       |
| -------------------- | ------------------ | -------------------- | -------------------- | ----------------------- | ---------------------- | ------------- |
| 52 kg styl klasyczny | wolny los          | Malte Möller (SWE) Z | Edmond Faure (FRA) Z | Pietro Lombardi (ITA) P | Gyula Szilágyi (HUN) P | 3.            |